# Batticaloa
Batticaloa (szingaléz: මඩකලපුව, tamil: மட்டக்களப்பு) város Srí Lanka keleti részén, az Indiai-óceán partjának közelében fekvő lagúna bejáratánál. Colombótól közúton kb. 300 km-re északkeletre fekszik. Lakossága 92 ezer fő volt 2011-ben.
Közigazgatási és kereskedelmi központ.
Legfontosabb műemléke a városközpontban levő erőd. Az erőd környékén fekvő régi házak egy része holland hatást tükröznek, míg a középületek az angol gyarmatosítás idejéből származnak.
A város egy másik, nem látható, de hallható jellegzetessége az úgynevezett "éneklő halak". A száraz évszakban főleg holdvilágos éjszakákon lehet a lagúna feletti hídról a vízből jövő halk, zümmögő hangot hallani.
Az innen 35 km-re északnyugatra fekvő Pasikudah (tamil: பாசிக்குடா) népszerű tengerparti üdülőhely.

## Felosztása
A város négy fő részre osztott:
- Puliyanthivu: Kormányhivatal, bankok, a fő kórház találhatók itt.
- Koddamunai
- Kallady
- Puthur: Itt fekszik a város repülőtere.

## Fordítás
- Ez a szócikk részben vagy egészben  a   Batticaloa című angol Wikipédia-szócikk fordításán alapul.  Az eredeti cikk szerkesztőit annak laptörténete sorolja fel. Ez a jelzés csupán a megfogalmazás eredetét és a szerzői jogokat jelzi, nem szolgál a cikkben szereplő információk forrásmegjelöléseként.